# Coalville (Regno Unito)
Coalville è una cittadina di 34.575  abitanti della contea del Leicestershire, in Inghilterra.

## Amministrazione

### Gemellaggi
- Romans-sur-Isère, Francia